# Poa pawlowskii
Poa pawlowskii là một loài thực vật có hoa trong họ Hòa thảo. Loài này được V.Jirásek miêu tả khoa học đầu tiên năm 1963.